# Phillip Reed
Phillip Reed, eigentlich Milton Le Roy Treinis, (* 25. März 1908 in New York City; † 7. Dezember 1996 in Los Angeles) war ein US-amerikanischer Schauspieler, der vor allem durch seine Rolle in der Verfilmung der Big-Town-Hörspielserie bekannt wurde. Er spielte in allen vier erschienenen Filmen den Charakter „Steven Wilson“.

## Leben
Reed wurde als Milton Le Roy Treinis geboren und besuchte die Erasmus Hall High School in Brooklyn. Dort war er ein bekannter Athlet. Anschließend besuchte er ein Jahr lang die Cornell University, bevor er Schauspieler wurde. Zuerst spielte er Theater, bis er dann nach Hollywood ging. Dort änderte er seinen Namen in Phillip Reed.
Seine erste Rolle spielte er im Jahr 1933 in dem Drama College Coach. Im selben Jahr war er als „Freddy“ im Film The House on 56th Street zu sehen. Im Folgejahr spielte er „Gaston LeFarge“ im Spielfilm British Agent. 1938 war er in der Filmkomödie Wie leben wir doch glücklich! zu sehen, die auf dem Roman The Dark Chapter; a Comedy of Class Distinctions von E. J. Rath und dem Theaterstück They All Want Something von Courtenay Savage basiert. Drei Jahre später verkörperte er die Rolle des „Revo“ in dem Abenteuerfilm Aloma, die Tochter der Südsee. 1943 spielte er in dem Film In Freundschaft verbunden mit, welcher nach dem Vorbild des Theaterstücks Old Acquaintance von Vincent Sherman entstand. Zwischen 1947 und 1948 stand er für die insgesamt vier Big-Town-Filme vor der Kamera. In derselben Zeit spielte er auch noch den Tommy Edlon Drake in der Kriminalkomödie Das Lied vom dünnen Mann.
1949 war Reed erstmals mit Ruthie on the Telephone in einer Fernsehserie zu sehen. Zwischen 1950 und 1952 stand er in weiteren Rollen in fünf Fernsehserien vor der Kamera. Anschließend spielte er weiteren Serien mit, so beispielsweise zwischen 1956 und 1962 in der von Alfred Hitchcock produzierten Fernsehserie Alfred Hitchcock Presents. An der Seite von Elvis Presley spielte er in dem 1965 erschienenen Musikfilm Verschollen im Harem den König Toranshah.
Phillip Reed starb im Alter von 88 Jahren und wurde im Forest Lawn Memorial Park in Kalifornien beigesetzt.

## Filmografie (Auswahl)
- 1933: College Coach
- 1933: Der Boß ist eine schöne Frau (Female)
- 1933: The House on 56th Street
- 1934: British Agent
- 1934: Liebe ohne Zwirn und Faden (Fashions of 1934)
- 1934: Ein feiner Herr (Jimmy the Gent)
- 1934: Die Spielerin (Gambling Lady)
- 1934: Dr. Monica
- 1935: The Woman in Red
- 1935: Eine Frau von 20 Jahren (Accent on Youth)
- 1935: The Case of the Curious Bride
- 1936: Klondike Annie
- 1936: Der Letzte der Mohikaner (The Last of the Mohicans)
- 1938: Wie leben wir doch glücklich! (Merrily We Live)
- 1941: Aloma, die Tochter der Südsee (Aloma of the South Seas)
- 1942: A Gentleman After Dark
- 1943: In Freundschaft verbunden (Old Acquaintance)
- 1947: Das Lied vom dünnen Mann (Song of the Thin Man)
- 1947: Die Piraten von Monterey (Pirates of Monterey)
- 1947: Lied des Orients (Song of Scheherazade)
- 1947: I Cover Big Town
- 1947: Big Town
- 1947: Big Town After Dark
- 1948: Big Town Scandal
- 1948: Insel des Grauens (Unknown Island)
- 1949: Vom FBI gejagt (Manhandled)
- 1949: Ruthie on the Telephone (Fernsehserie)
- 1950: Auf dem Kriegspfad (Davy Crockett, Indian Scout)
- 1950: Zorros Tochter (Bandit Queen)
- 1950: Tripolis (Tripoli)
- 1952: Eine abenteuerliche Frau (Take Me to Town)
- 1955: Das Mädchen auf der Samtschaukel  (The Girl in the Red Velvet Swing)
- 1956–1962: Alfred Hitchcock Presents (Fernsehserie, fünf Folgen)
- 1957: Kreuzverhör (The Tattered Dress)
- 1965: Verschollen im Harem (Harum Scarum)